# Георгиос Галанопулос
Георгиос Галанопулос (на гръцки: Γεώργιος Γαλανόπουλος) е гръцки офицер и революционер, деец на Гръцката въоръжена пропаганда в Македония от началото на XX век.

## Биография
Става военен и стига офицерски чин, капитан. Присъединява се към гръцката пропаганда в Македония като подофицер и капитан на чета. През 1907 година действа заедно с Аристовулос Коис, Димитриос Космопулос, Василиос Папакостас и Атанасиос Минопулос в района на Халкидическия полуостров под ръководството на гръцкото консулство в Солун и митрополит Ириней Касандрийски.
Участва в Балканската война като капитан на чета заедно с Константинос Мазаракис и Василиос Папакостас, като под тяхно командване е четата на Периклис Дракос.